# Ninot indultat

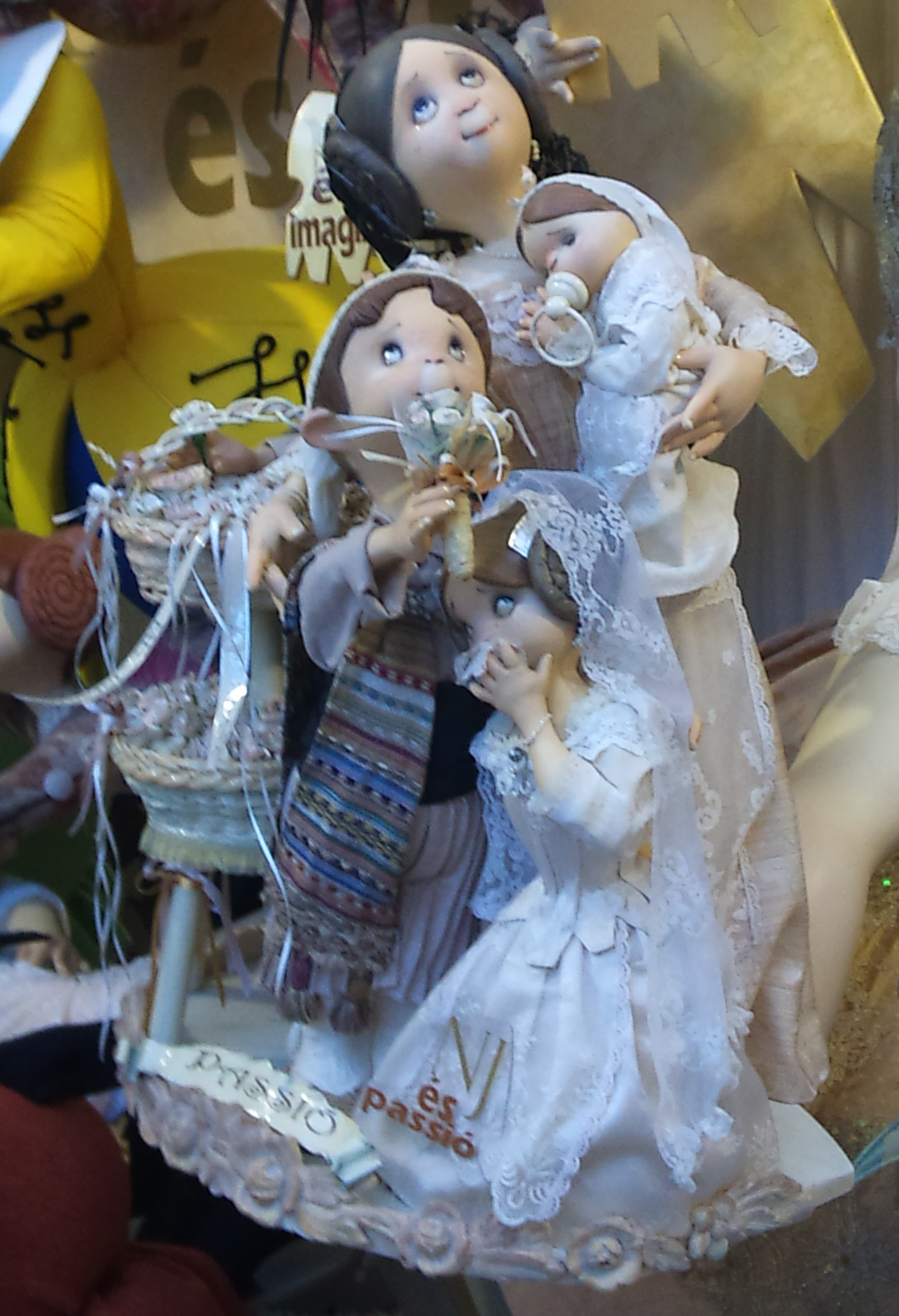
Ninot indultat infantil de 2012, obra de Joan S. Blanch per a Na Jordana.

El ninot indultat és l'únic ninot de falla que la votació del públic de l'Exposició del Ninot decideix que no siga incinerat en la nit de la cremà. Normalment, els votants no tenen un criteri fix a l'hora de triar quin serà el ninot indultat. Sol ser aquell que, per qüestions d'estètica o bé perquè representa un símbol important per als valencians, resulta més graciós o està prou ben elaborat.

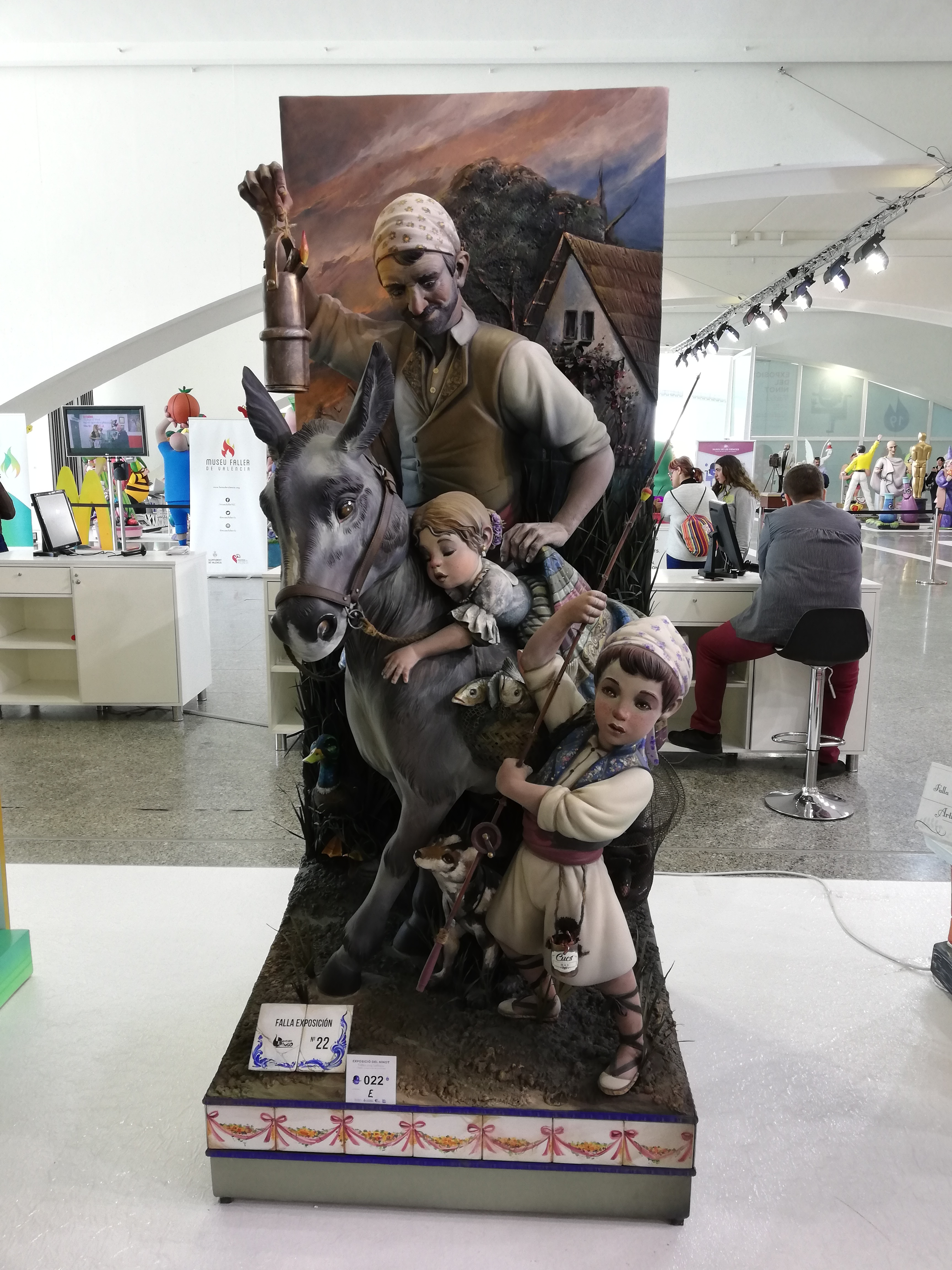
Ninot Indultat de les Falles de València 2019

En la dècada dels anys vint del segle xx, quan les falles ja havien desenvolupat el seu caràcter artístic, va ser, quan per primera volta es proposà, de manera popular, deslliurar del foc un ninot. El 1934 Regino Mas, artista faller i membre de l'Associació d'Artistes Fallers, va efectuar la proposta «L'Indult del Foc», on es reflectia la insistència popular a lliurar al ninot de les flames.
L'any 1963, la Delegació de Falles Infantils de la Junta Central Fallera va convocar per primera volta l'Exposició del Ninot Infantil, en què es va elegir per votació el primer ninot indultat infantil.
A banda, de l'indult oficial per votació popular, altres institucions o particulars també indulten ninots. Així, el Gremi Artesà d'Artistes Fallers de València indulta ninots que passen a formar part dels fons del Museu de l'Artista Faller.
La col·lecció de ninots indultats de les Falles de València és visitable al Museu Faller de València.

## Galeria Ninots Indultats Falles de València

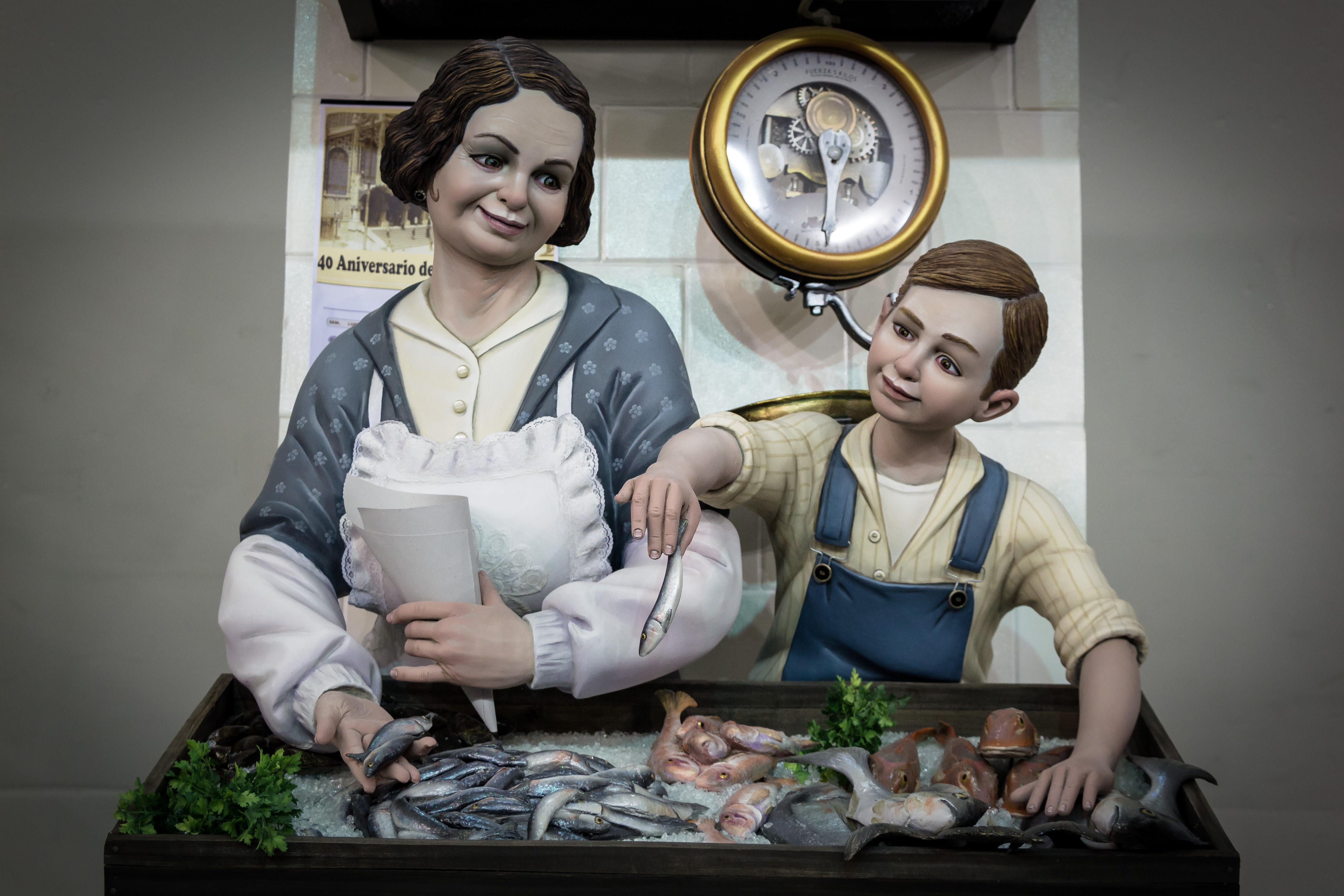
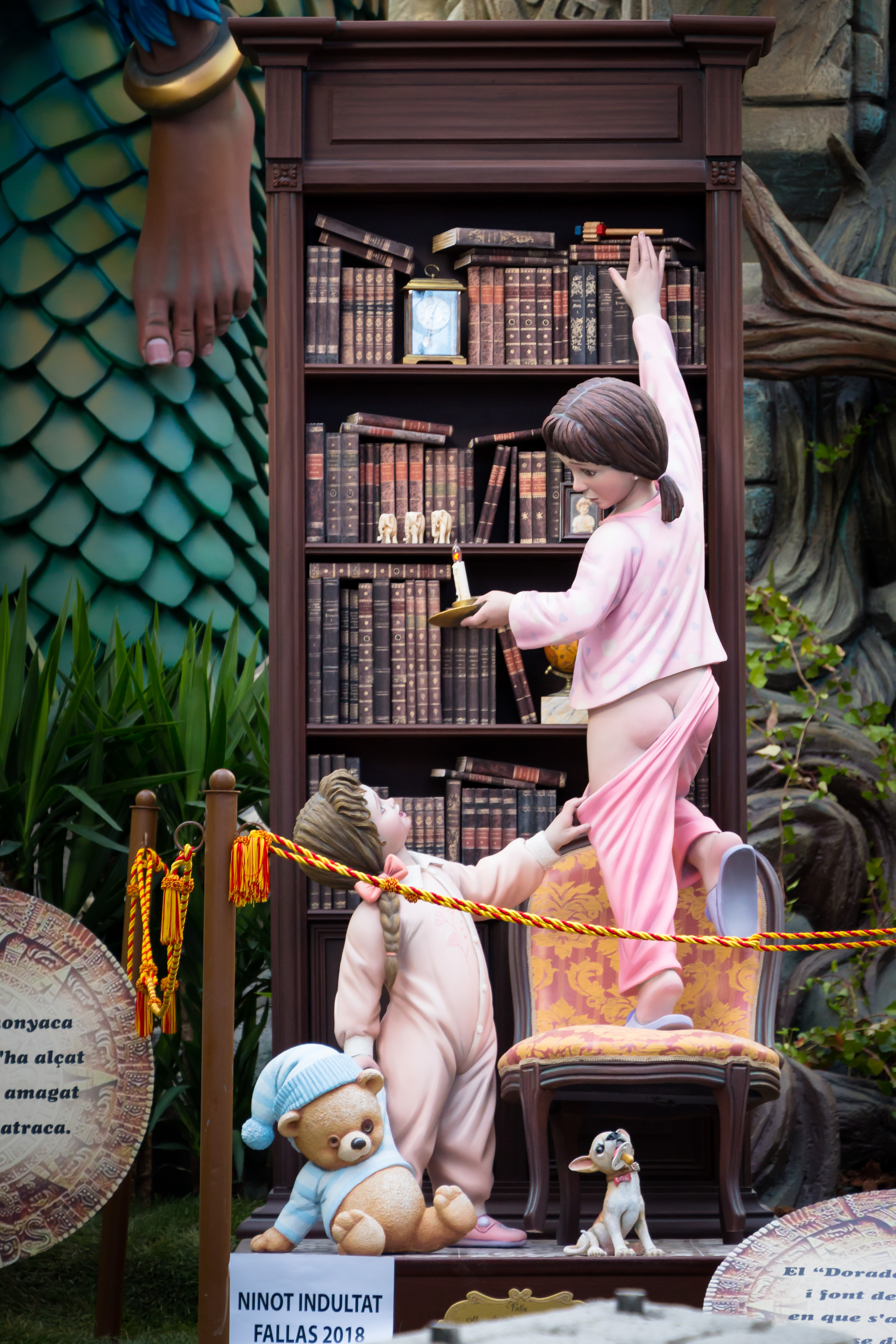
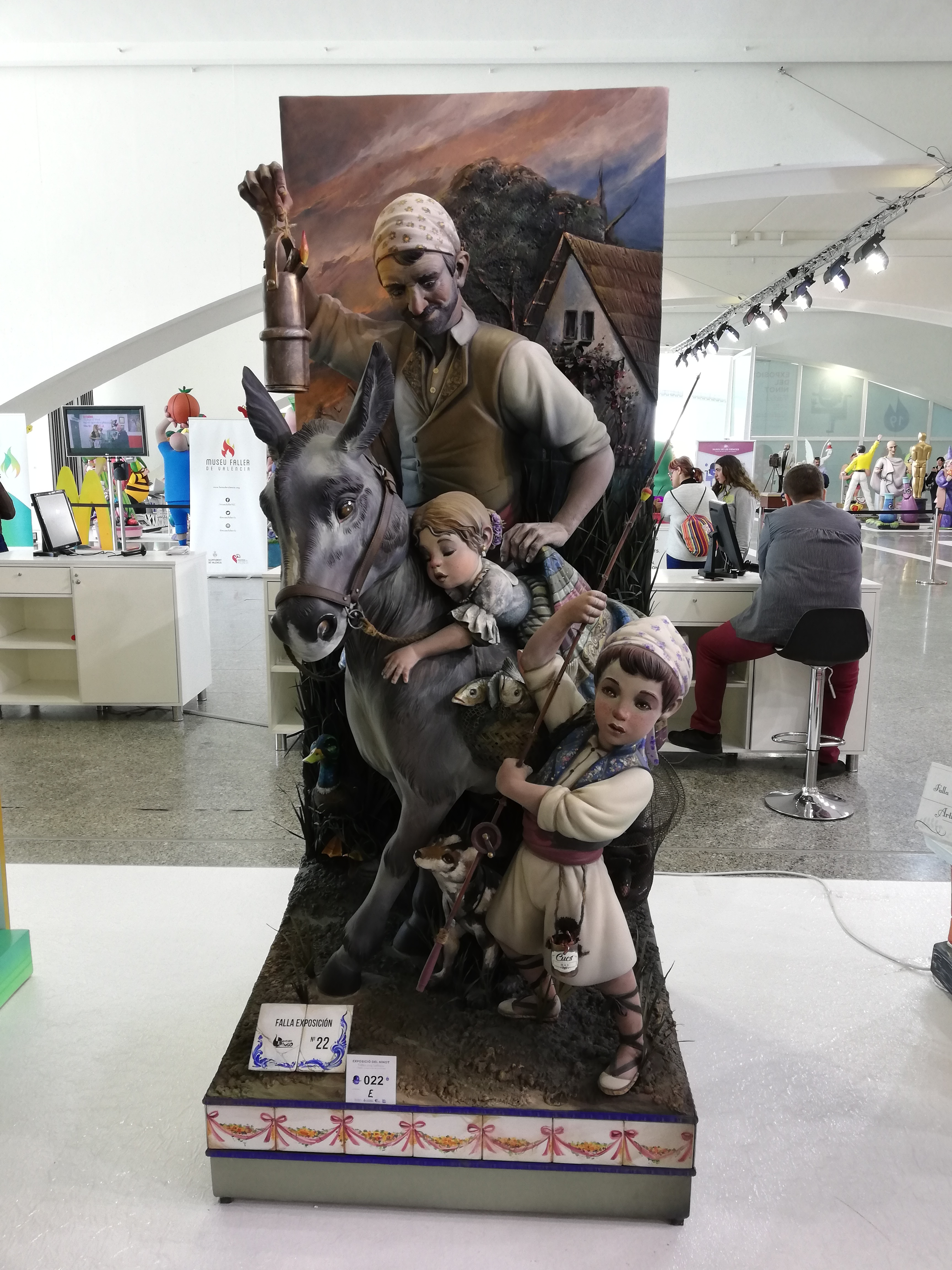
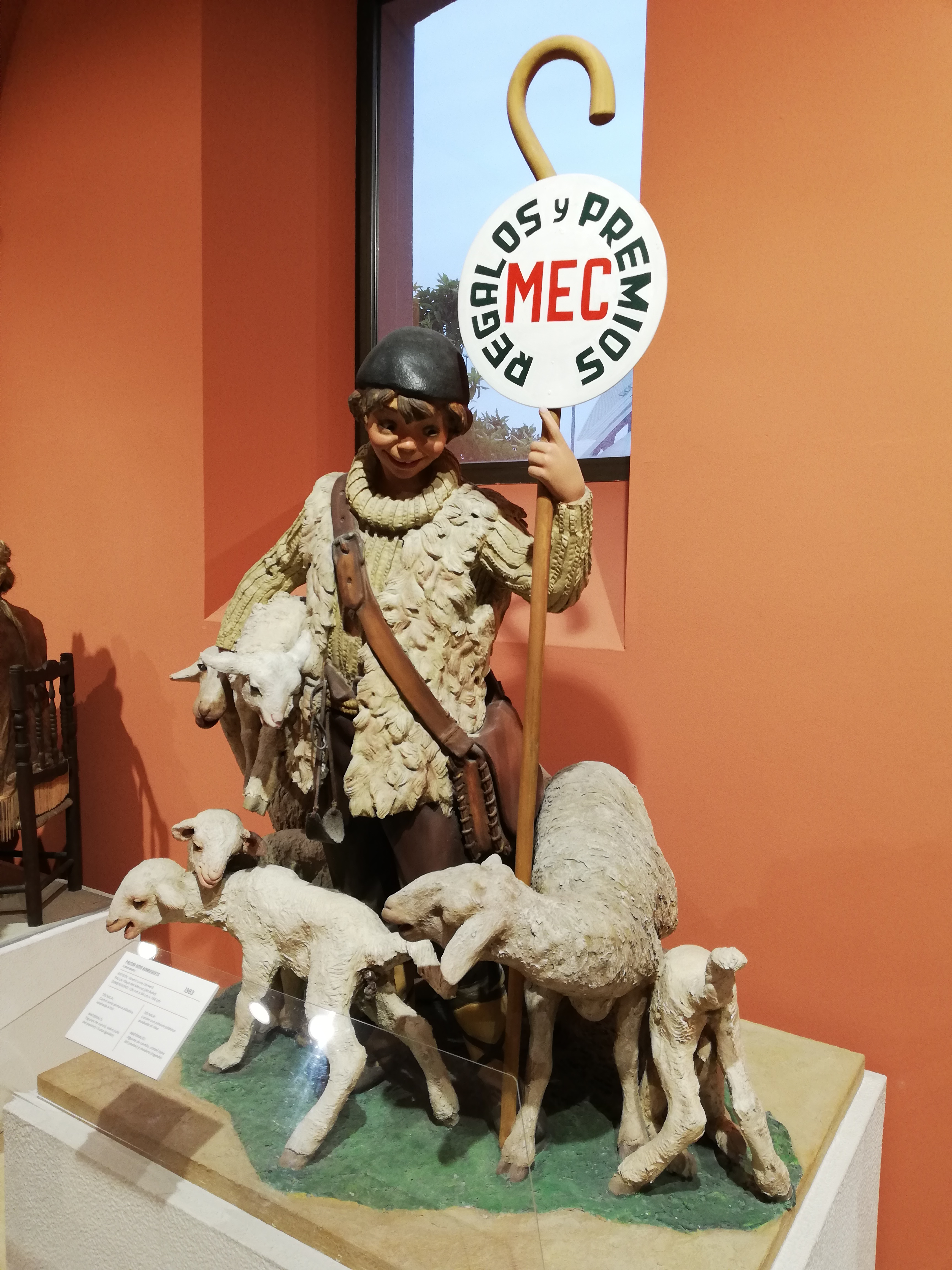
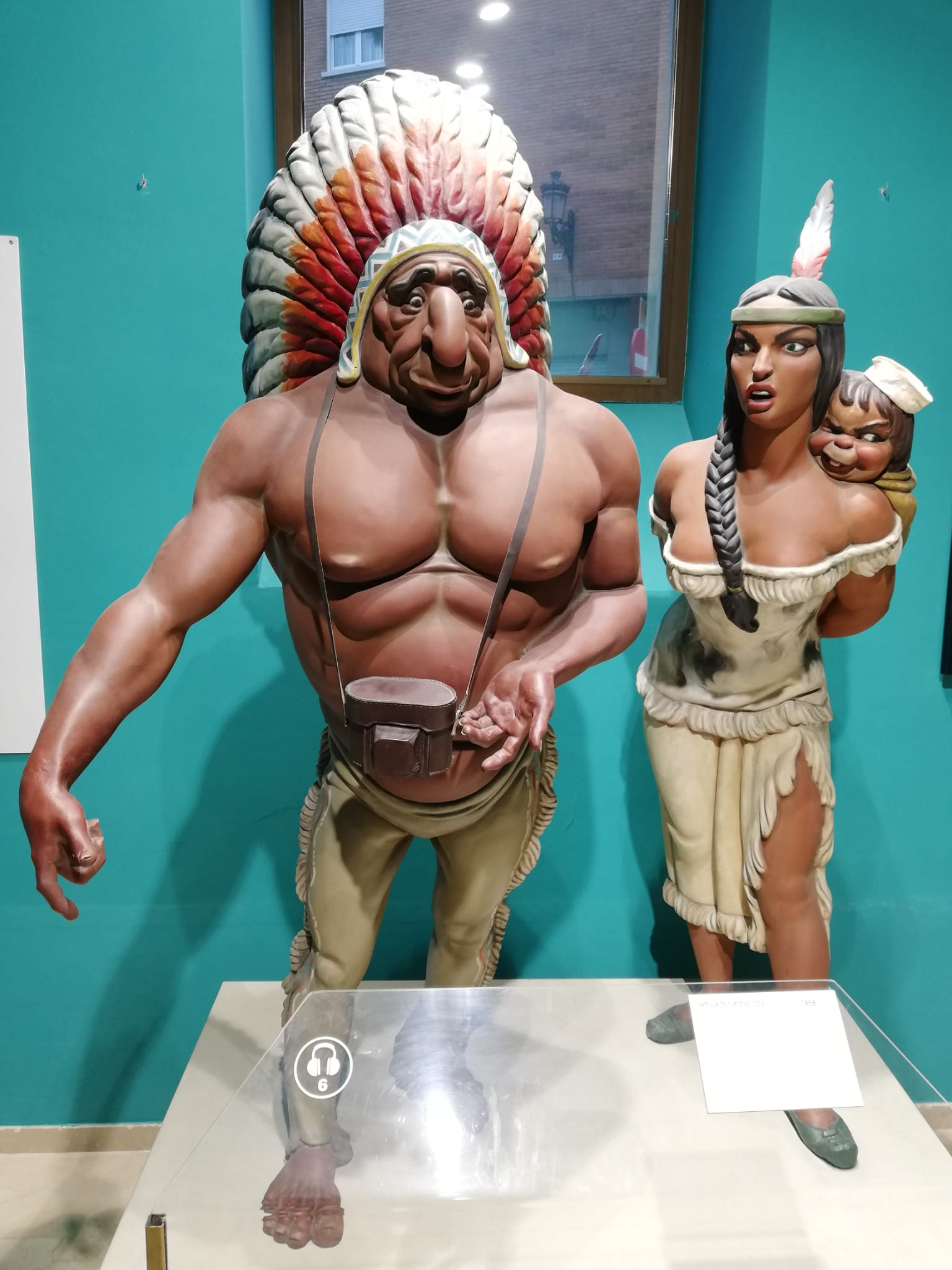
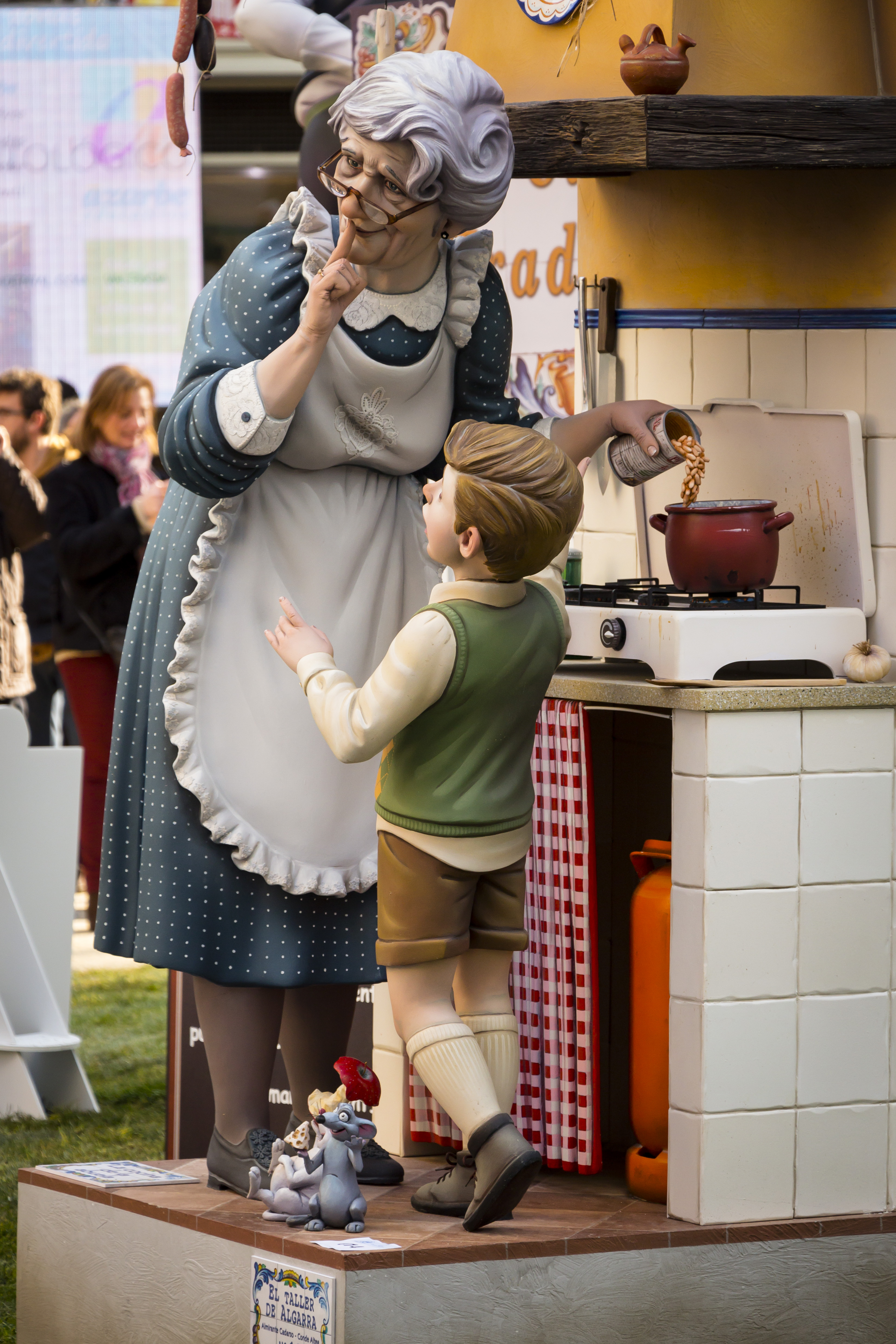
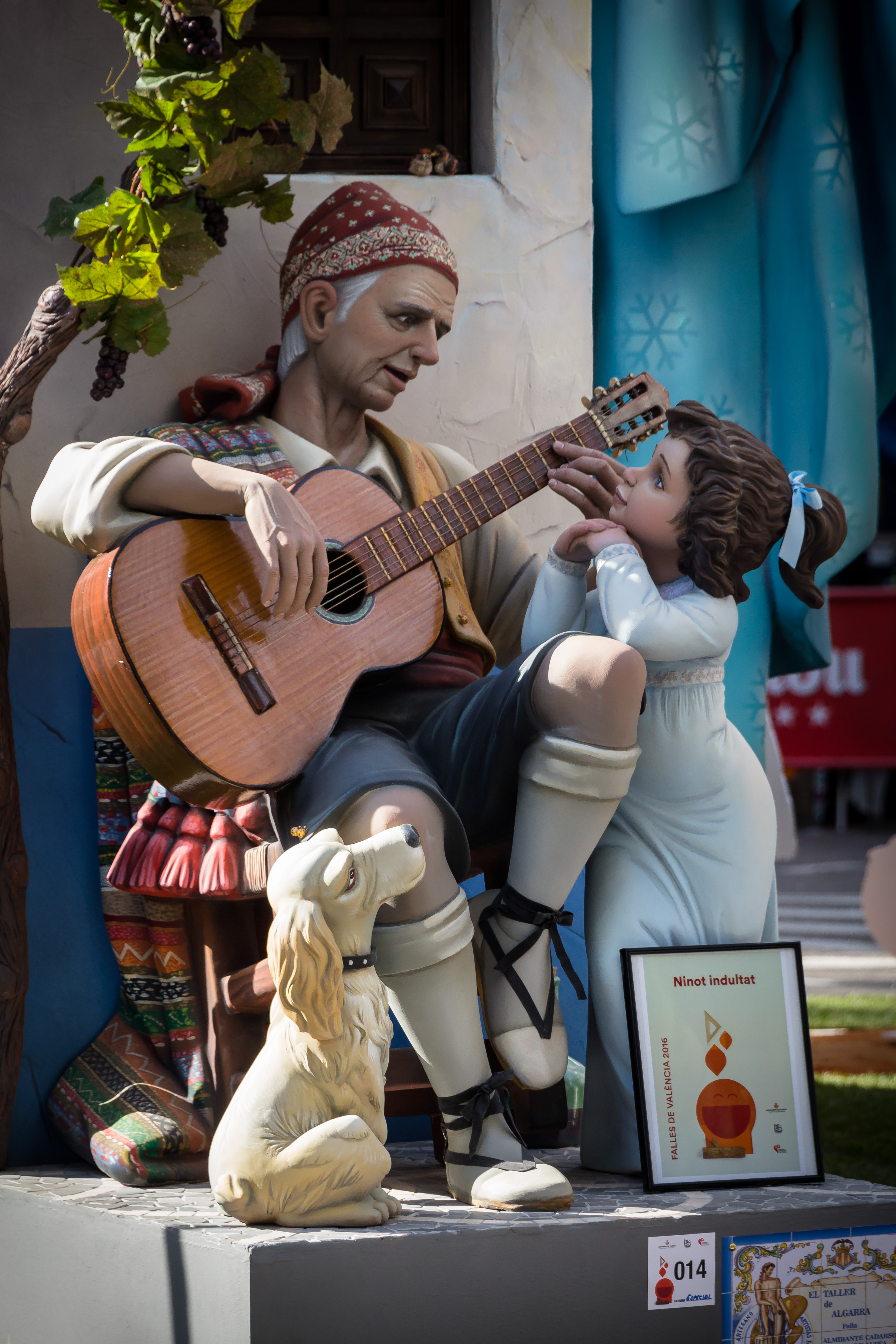
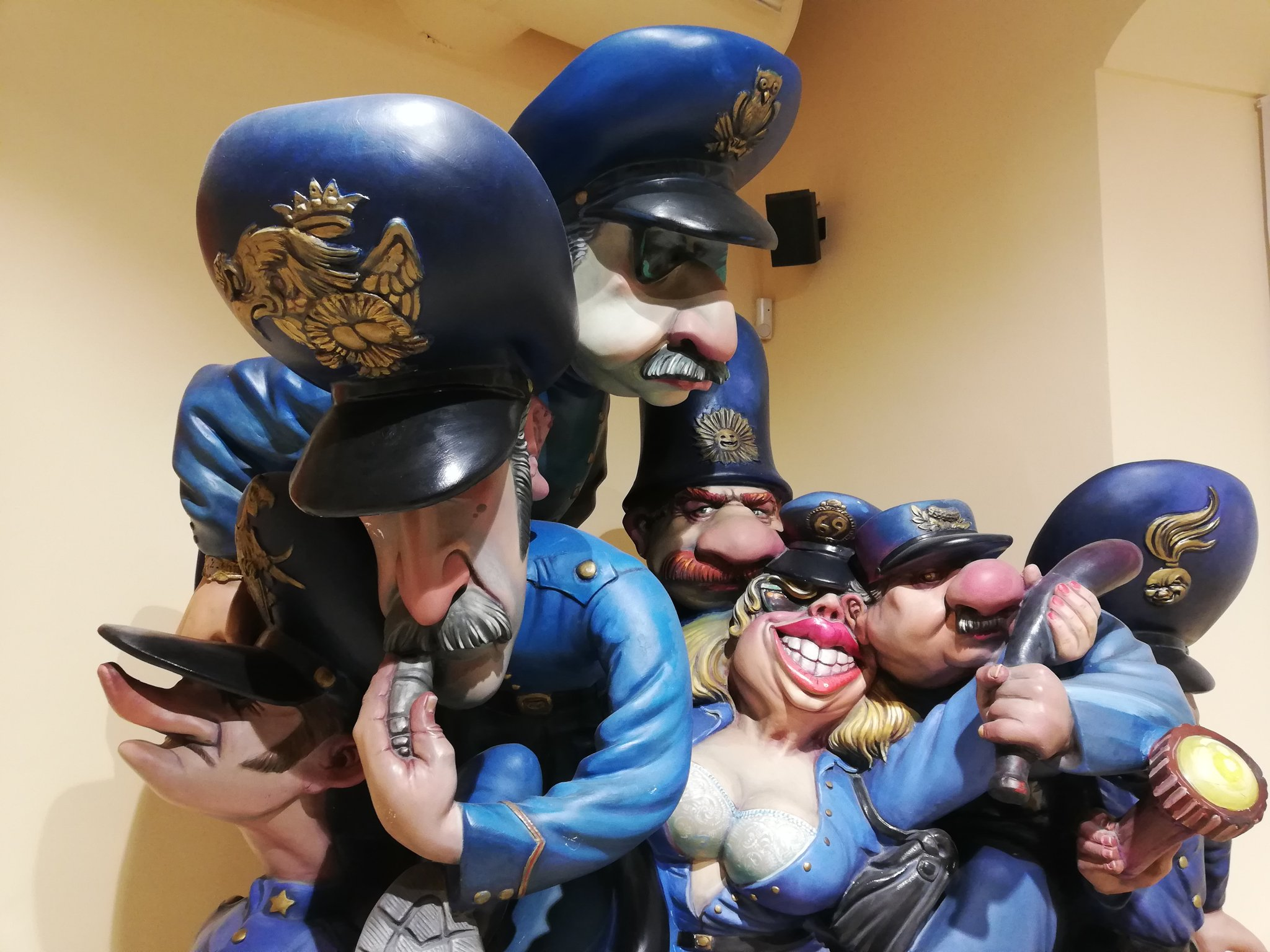
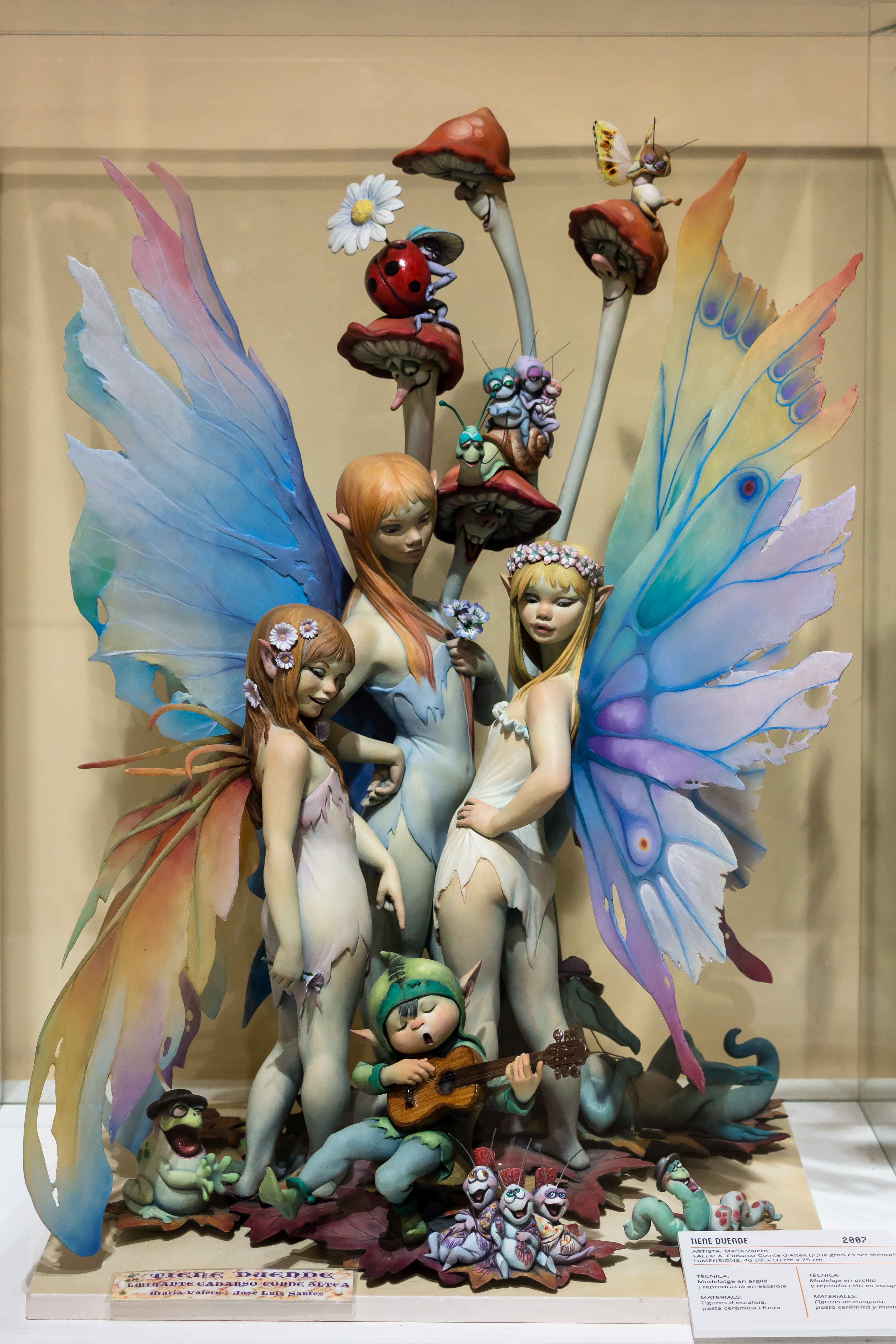
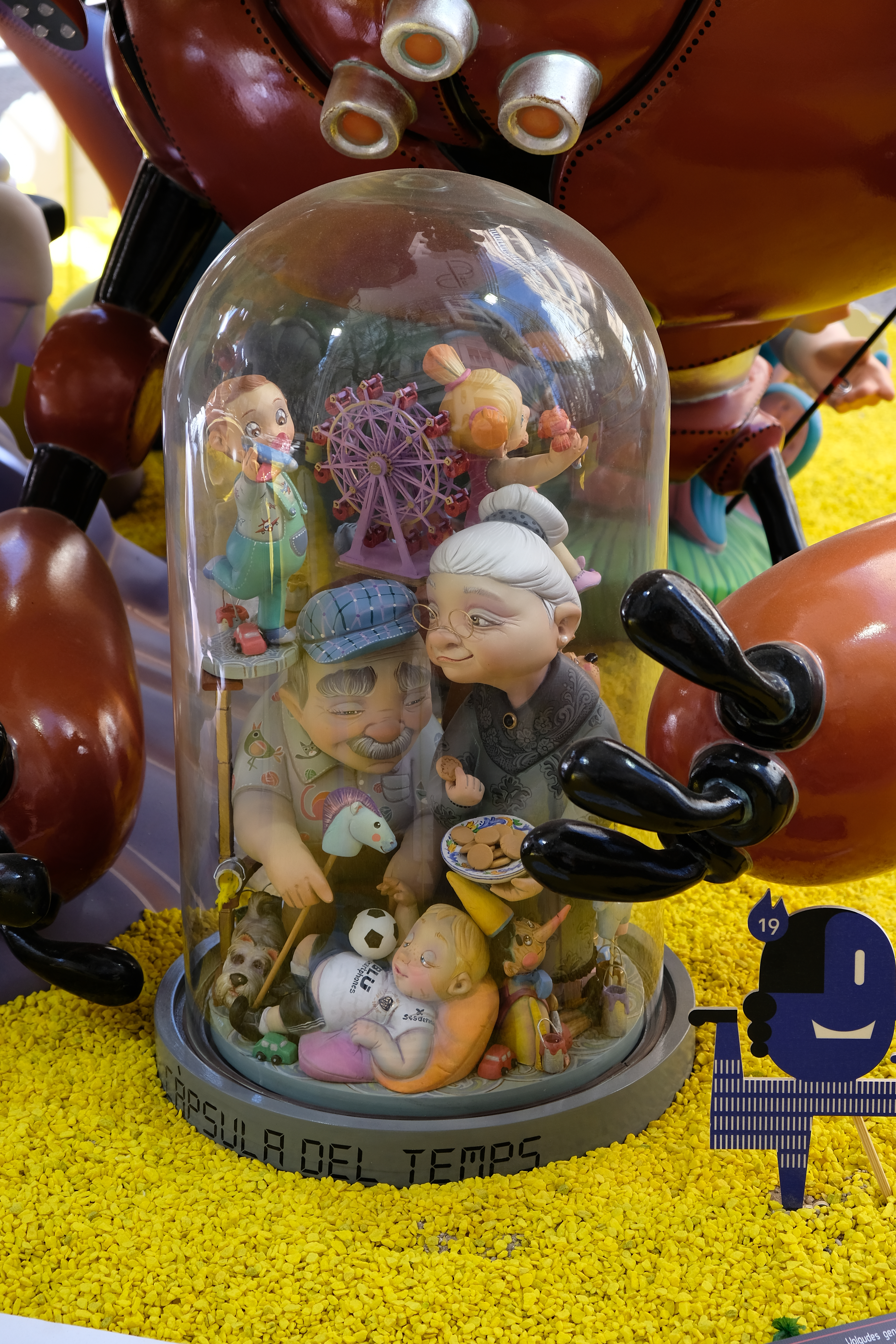
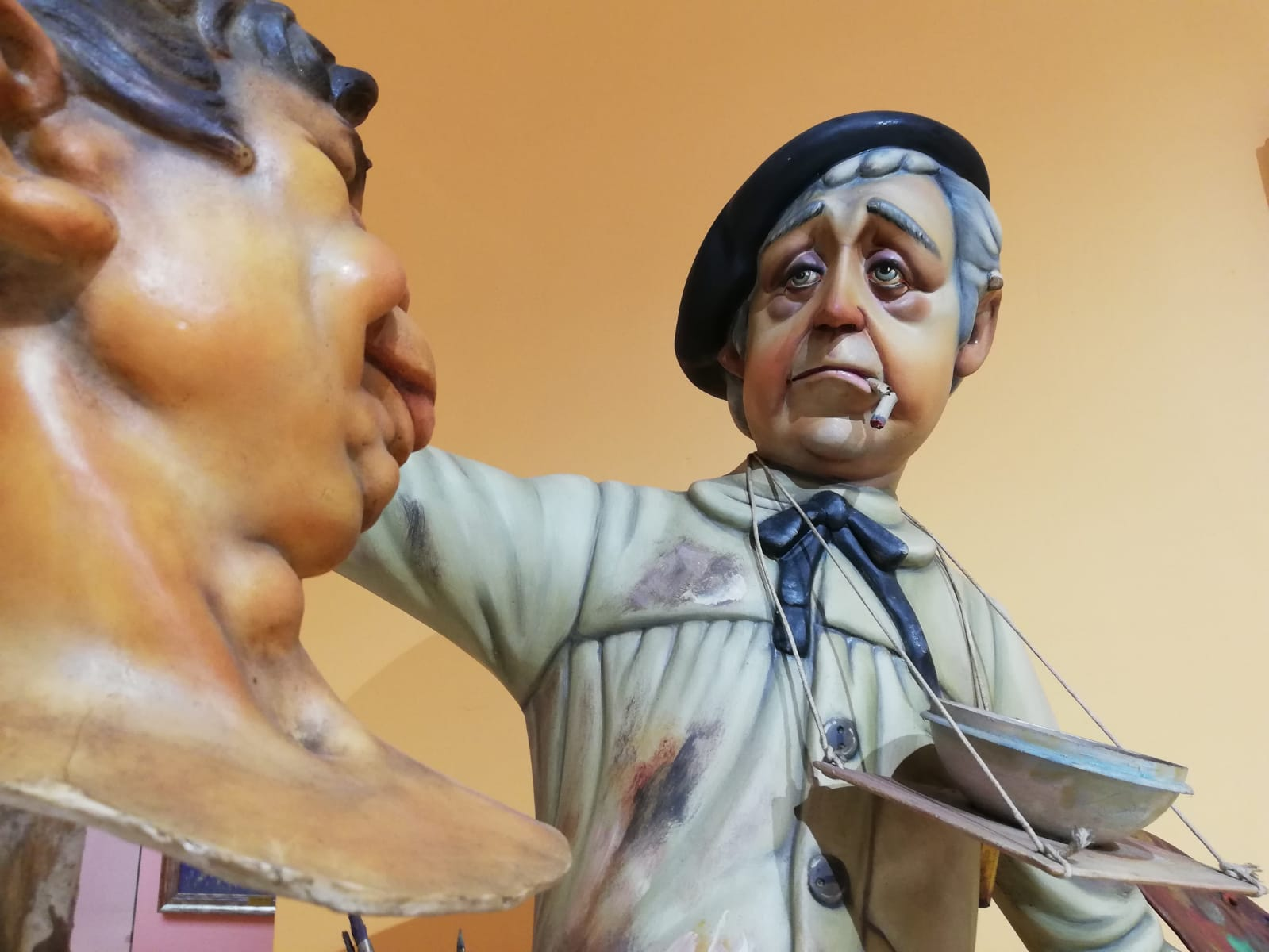
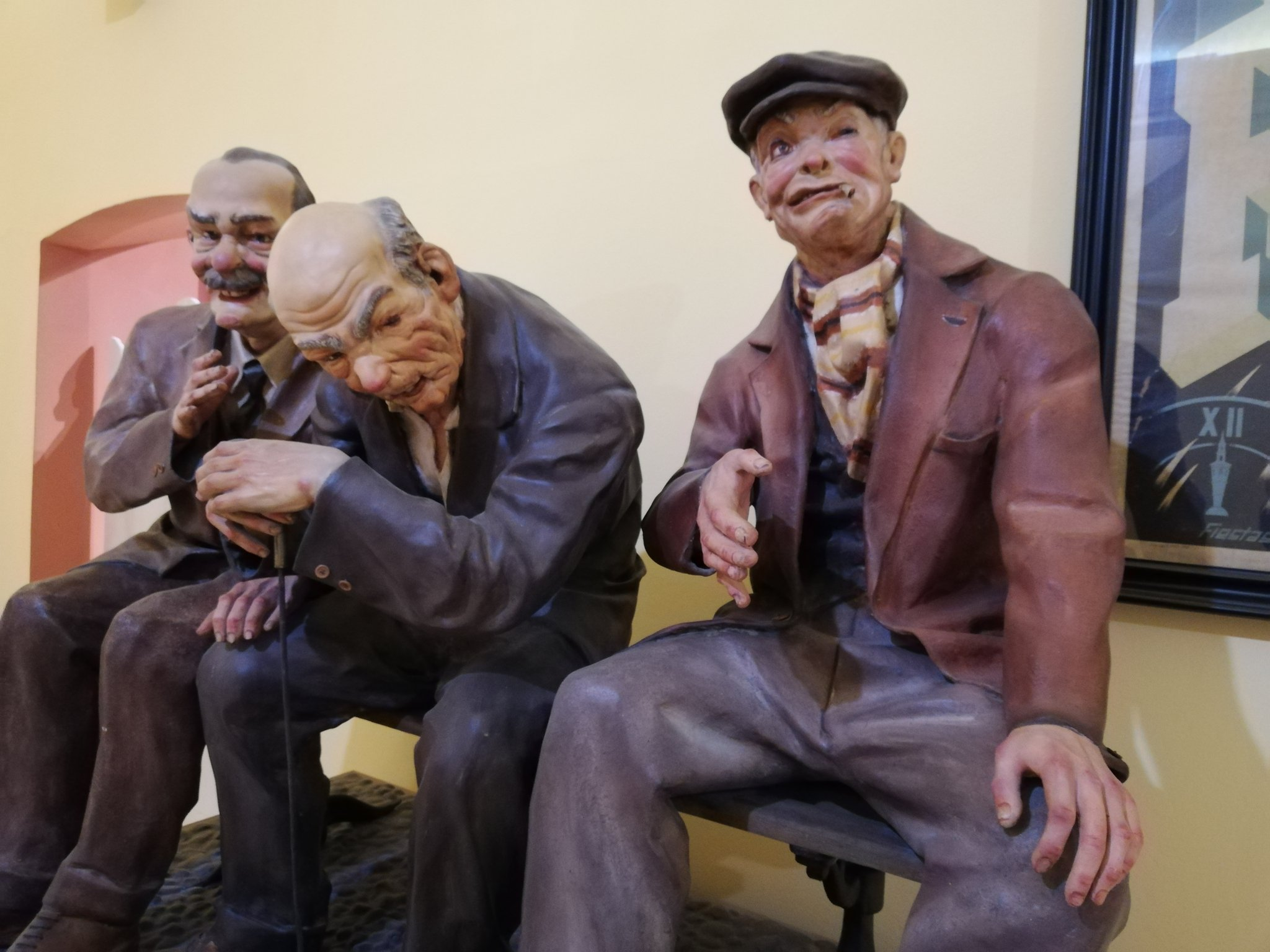
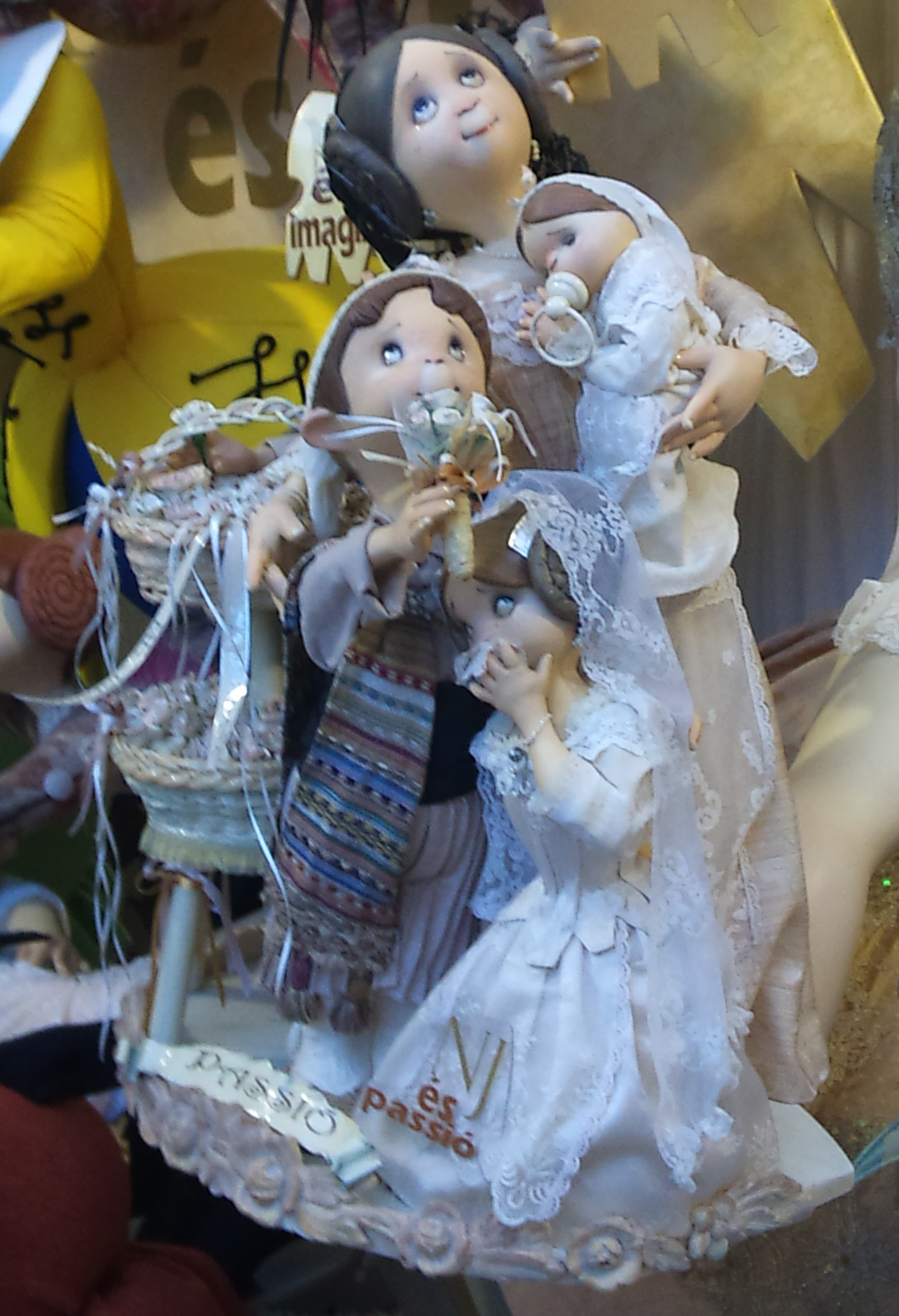
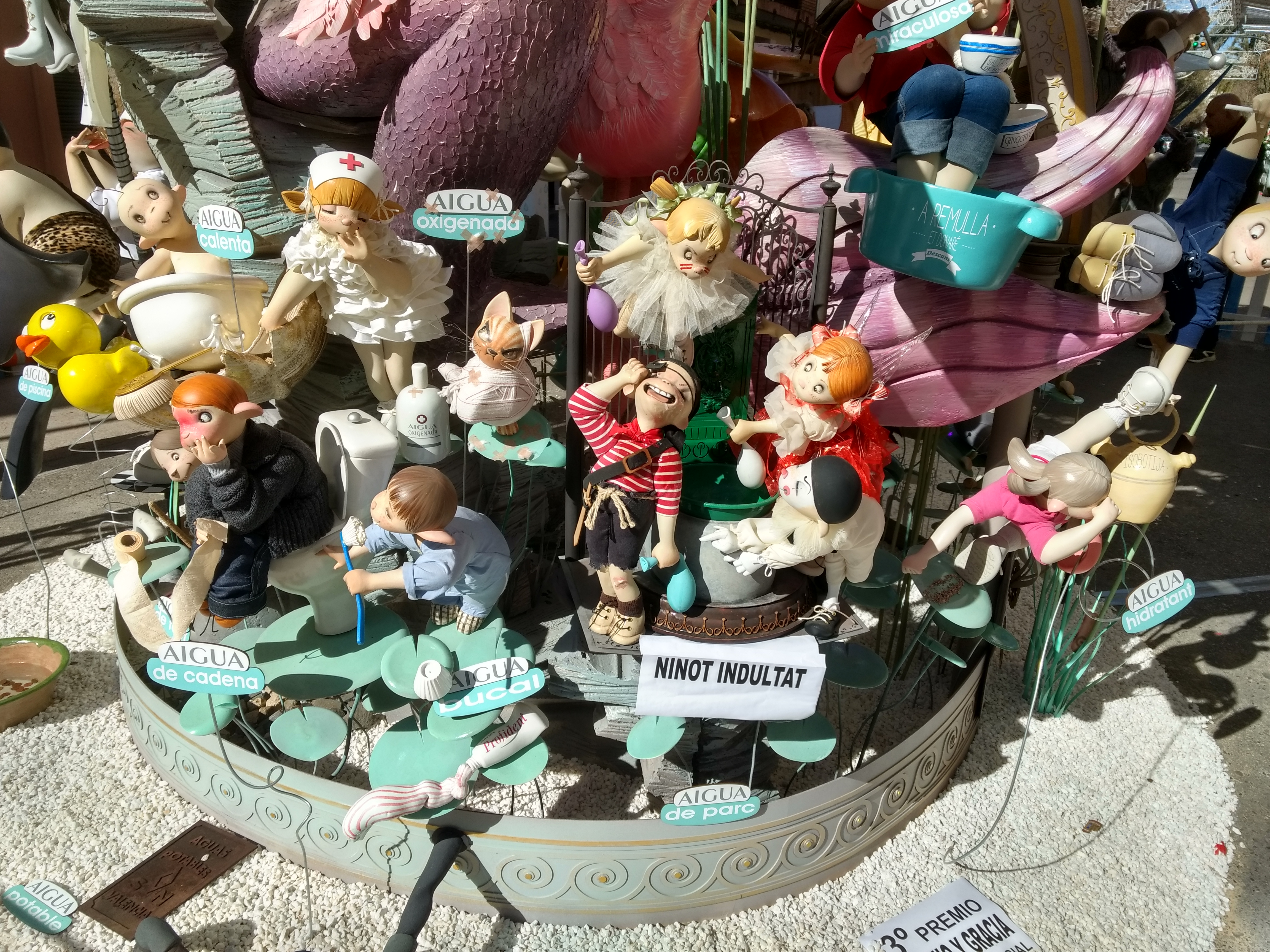
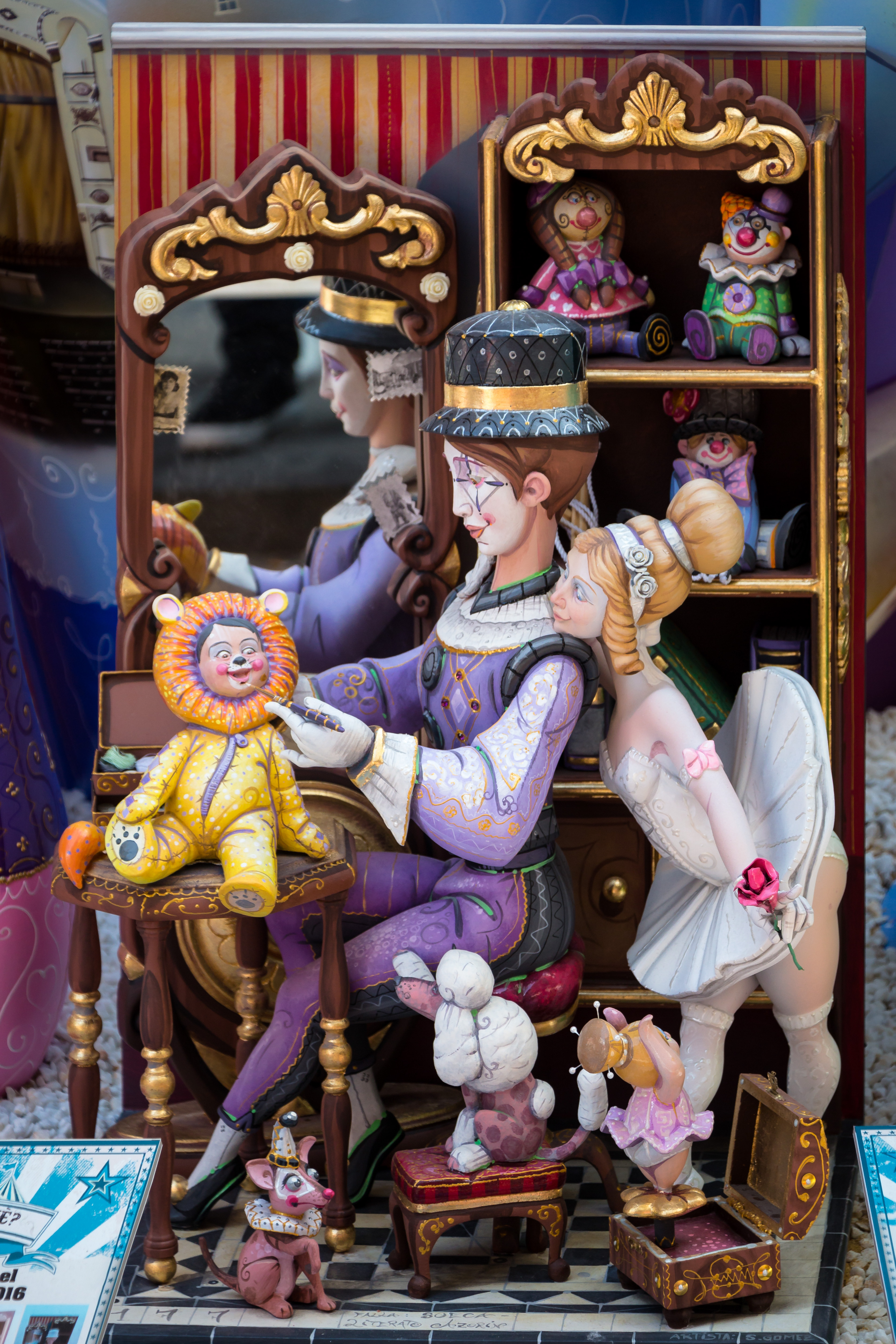

## Llista de ninots indultats de les Falles de València per votació popular[5]
| Any  | Nom                                                  | Artista                       | Comissió                              |
| ---- | ---------------------------------------------------- | ----------------------------- | ------------------------------------- |
| 1934 | Iaia i neta                                          | Vicent Benedito Baró          | Plaça del Mercat Central              |
| 1935 | Llauradors ballant                                   | Vicent Benedito Baró          | Plaça del Mercat Central              |
| 1936 | La mareta                                            | Vicent Benedito Baró          | Plaça del Mercat Central              |
| 1940 | Venedora d'alls                                      | Josep Colomer Gassó           | Maldonado-En Bany                     |
| 1941 | Trini i Regalito (Miguel Ligero i Imperio Argentina) | Regino Mas Marí               | Plaça de Sant Jaume                   |
| 1942 | El vell del violí                                    | Regino Mas Marí               | Barques-Pasqual i Genís               |
| 1943 | Cacauera estraperlista                               | Modest González Latorre       | Plaça de la Mercé                     |
| 1944 | Dos de les Germanetes dels Pobres                    | Regino Mas Marí               | Plaça del Mercat Central              |
| 1945 | Manolo, el de l'escurada                             | Josep Arnal Garcia            | Felip Valls-Campament                 |
| 1946 | Cantinflas i Don Manolito                            | Josep Arnal Garcia            | Felip Valls-Campament                 |
| 1947 | La becadeta (Vella estraperlista adormint el net)    | Regino Mas Marí               | Plaça del Mercat Central              |
| 1948 | El miniaturista Meseguer                             | Josep Arnal Garcia            | Felip Valls-Campament                 |
| 1949 | El dolçainer Josep Sanfeliu                          | Josep Arnal Garcia            | Felip Valls-Campament                 |
| 1950 | Iaios llauradors i net (Al·legoria de l'hivern)      | Vicent Tortosa Biosca         | Pinazo-Colom-Sorní                    |
| 1951 | Aprenent d'artista faller                            | Josep Barea Sánchez           | Domingo-Santa Teresa                  |
| 1952 | Vella, xiqueta i gat                                 | Josep Barea Sánchez           | Aragó-Gandia                          |
| 1953 | Coeter                                               | Antoni i Josep Fontelles      | Plaça del Doctor Collado              |
| 1954 | Lladre de coloms                                     | Josep Barea Sánchez           | Hernán Cortés-Ciril Amorós            |
| 1955 | L'enllustrador el Nene                               | Vicent Pallardó Latorre       | Pau-Creu Nova                         |
| 1956 | Agranador                                            | Josep Barea Sánchez           | Cadis-els Centelles                   |
| 1956 | Família de turistes indis                            | Joan Huerta Gasset            | José Antonio-Duc de Calàbria          |
| 1957 | Matrimoni prehistòric (Les bromes de Cupido)         | Joan Huerta Gasset            | José Antonio-Duc de Calàbria          |
| 1958 | Vespa tipus llonganissa per a dur iaies a missa      | Regino Mas Marí               | Convent de Jerusalem-Matemàtic Marzal |
| 1959 | Llaurador valencià                                   | Julià Puche Ferrándiz         | Peu de la Creu-En Joan de Vila-rasa   |
| 1960 | Tertúlia de vells                                    | Julià Puche Ferrándiz         | Plaça del Pilar                       |
| 1961 | El castic de ser-ne massa                            | Joan Huerta Gasset            | Ferroviària                           |
| 1962 | Germans de llet                                      | Gregori i Julià Gallego       | Plaça de la Mercé                     |
| 1963 | Pastor amb borreguets (L'home anunci)                | Vicent Luna Cerveró           | Plaça del Mercat Central              |
| 1964 | Una fregada de panxa                                 | Vicent Luna Cerveró           | Plaça del Mercat Central              |
| 1965 | Amb mala fortuna                                     | Vicent Luna Cerveró           | Plaça del Caudillo                    |
| 1966 | Xiqueta amb porquet                                  | Vicent Luna Cerveró           | Sant Vicent-Plaça del Caudillo        |
| 1967 | Amb el temps i una canya (Pescador)                  | Salvador Gimeno Navarro       | José Antonio-Sant Valer               |
| 1968 | Sereno adormit                                       | Vicent Domingo Timoner        | Peu de la Creu                        |
| 1969 | Cabassada de xiquets                                 | Julià Puche Ferrándiz         | Convent de Jerusalem-Matèmatic Marçal |
| 1970 | Vell pescador amb reclam verd                        | Alfredo Ruiz Ferrer           | Trinitat-Alboraia                     |
| 1971 | Parella de hippys                                    | Alfredo Ruiz Ferrer           | Peu de la Creu                        |
| 1972 | Rodamón amb gos                                      | Alfredo Ruiz Ferrer           | Marqués de Montortal                  |
| 1973 | El Palleter                                          | Josep Azpeitia Ureña          | Marqués de Montortal                  |
| 1974 | Transeünts de poble                                  | Josep Martínez Mollà          | Plaça de la Mercé                     |
| 1975 | Enyorances del passat                                | Julià Puche Ferrándiz         | Na Jordana                            |
| 1976 | Despertar a l'erotisme                               | Artur Musoles Chordà          | Peu de la Creu                        |
| 1977 | Dolçainer i tabaleter                                | Josep Martínez Mollà          | Plaça del Pilar                       |
| 1978 | Vella soguera i xiquet                               | Manuel Martín López           | Peu de la Creu                        |
| 1979 | Fer front al bou                                     | Vicent Agulleiro Aguilella    | Na Jordana                            |
| 1980 | La corda fluixa                                      | Julià Puche Ferrándiz         | Bisbe Amigó-Conca                     |
| 1981 | No canvies senda vella per novella                   | Julià Puche Ferrándiz         | Espartero-Ramón y Cajal               |
| 1982 | La dama de l'engrunsadora                            | Vicent Agulleiro Aguilella    | Sapadors-Vicent Lleó                  |
| 1983 | Trobador i Colombina                                 | Vicent Agulleiro Aguilella    | Plaça del Pilar                       |
| 1984 | Terrisser i aprenent                                 | Vicent Agulleiro Aguilella    | Plaça del Pilar                       |
| 1985 | Al taller del ferrer                                 | Vicent Agulleiro Aguilella    | Plaça del Pilar                       |
| 1986 | Indiana Jones: A la recerca del barri perdut         | Miquel Santaeulàlia Núñez     | Na Jordana                            |
| 1987 | València, mora i cristiana                           | Miquel Santaeulàlia Núñez     | Na Jordana                            |
| 1988 | Country: pentinant-la de fallera                     | Agustín Villanueva Collar     | Na Jordana                            |
| 1989 | Qui és sabater, que faça sabates                     | Vicent Agulleiro Aguilella    | Plaça del Pilar                       |
| 1990 | Amb cucs de seda                                     | Agustín Villanueva Collar     | Na Jordana                            |
| 1991 | Família japonesa: Orient i Occident                  | Miquel Santaeulàlia Núñez     | Plaça de Na Jordana                   |
| 1992 | Temple hindú                                         | Agustín Villanueva Collar     | Convent de Jerusalem                  |
| 1993 | Berenar campestre                                    | Alberto Rajadell Díaz         | L'Antiga de Campanar                  |
| 1994 | Fallers del futur                                    | Josep Puche Hernández         | Arxiduc Carles-Xiva                   |
| 1995 | Amb la poli en els talons                            | Miquel Santaeulàlia Núñez     | Na Jordana                            |
| 1996 | Espantall                                            | Josep Lafarga Palomares       | Cadis-Dénia                           |
| 1997 | Iaio i neta                                          | Pedro Santaeulalia Serrán     | Arxiduc Carles-Xiva                   |
| 1998 | Jacques Cousteau                                     | José Latorre i Gabriel Sanz   | Plaça de la Mercé                     |
| 1999 | La pilota valenciana                                 | José Latorre i Gabriel Sanz   | Plaça de la Mercé                     |
| 2000 | L'embogador                                          | José Latorre i Gabriel Sanz   | Plaça de la Mercé                     |
| 2001 | Es xopà... ¡fins la iaia!                            | José Latorre i Gabriel Sanz   | Exposició                             |
| 2002 | Blanc i negre                                        | José Latorre i Gabriel Sanz   | Exposició                             |
| 2003 | Per l'horta                                          | José Latorre i Gabriel Sanz   | Na Jordana                            |
| 2004 | Arts de pesca                                        | Alejandro Santaeulalia Serrán | Exposició                             |
| 2005 | Amor incondicional                                   | Josep Puche                   | Exposició-Misser Mascó-A.Baca         |
| 2006 | Homenatge a Vicent Blasco Ibáñez                     | Manuel Martín Huguet          | Malva-rosa-A.Ponz-Cavite              |
| 2007 | Homenatge a Sorolla                                  | Francisco López Albert        | Convent Jerusalem-Matemàtic Marçal    |
| 2008 | Cantem a la Maredeueta                               | Francisco López Albert        | Convent Jerusalem-Matemàtic Marçal    |
| 2009 | Benvolgudes mascotes                                 | Fede Ferrer                   | Quart-Palomar                         |
| 2010 | El paró de l'ofrena                                  | Fede Ferrer                   | Exposició-Misser Mascó-A.Baca         |
| 2011 | El iaio Valentín                                     | Manuel Algarra Salinas        | Almirall Cadarso-Comte d'Altea        |
| 2012 | Quína monada!                                        | Manuel Algarra Salinas        | Almirall Cadarso-Comte d'Altea        |
| 2013 | Els clàssics mai moren                               | Grup creatiu Ítaca            | Na Jordana                            |
| 2014 | La ploma és la llengua de l'ànima                    | Pedro Simarro Fernández       | Quart Extramurs - Velázquez           |
| 2015 | La cuina de la iaia                                  | Manuel Algarra Salinas        | Almirall Cadarso-Comte d'Altea        |
| 2016 | Dolça serenata                                       | Manuel Algarra Salinas        | Almirall Cadarso-Comte d'Altea        |
| 2017 | La peixatera                                         | Manuel Algarra Salinas        | Almirall Cadarso-Comte d'Altea        |
| 2018 | La Librería                                          | Manuel Algarra Salinas        | Almirall Cadarso-Comte d'Altea        |
| 2019 | Tornant de pesca en l'Albufera                       | David Sánchez Llongo          | Exposició-Misser Mascó-A.Baca         |
| 2020 | Passió                                               | Manuel Algarra Salinas        | Almirall Cadarso-Comte d'Altea        |
| 2021 | No li ho contes a la iaia                            | Manuel Algarra Salinas        | Almirall Cadarso-Comte d'Altea        |
| 2022 | Fantàstika indumentària                              | Carlos Carsí                  | L'Antiga de Campanar                  |
| 2023 | La pirotècnia                                        | Carlos Carsí                  | L'Antiga de Campanar                  |
| 2024 | Orxateria L'Antiga                                   | Josué Beitia                  | L'Antiga de Campanar                  |

## Llista de ninots indultats infantils de les Falles de València per votació popular[6]
| Any  | Nom                                                       | Artista                       | Comissió                               |
| ---- | --------------------------------------------------------- | ----------------------------- | -------------------------------------- |
| 1963 | La naixença de Pinotxo (Pinotxo i Gepetto)                | Josep Fabra Andreu            | Sant Vicent-Falangista Esteve          |
| 1964 | El flautista d'Hamelin                                    | Ramon Sanchis Carrión         | Sant Vicent-Falangista Esteve          |
| 1965 | Simbad el marí                                            | Ramon Sanchis Carrión         | Sant Vicent-Falangista Esteve          |
| 1966 | Troncmòbil (Els Picapedra)                                | Josep Fabra Andreu            | Plaça de Na Jordana                    |
| 1966 | Parella de cortesans i cigne (L'aneguet lleig)            | Ramon Sanchis Carrión         | Sant Vicent-Falangista Esteve          |
| 1967 | Bunyolera                                                 | Vicent Cosí Arnau             | Plaça del Pilar                        |
| 1968 | Les tortugues de Mary (Mary Poppins i Bert)               | Vicent Cosí Arnau             | Sant Vicent-Falangista Esteve          |
| 1969 | Tot és cant                                               | Ramon Sanchis Carrión         | Espartero-Ramón y Cajal                |
| 1970 | Polifònica animal                                         | Vicent Cosí Arnau             | Sant Vicent-Falangista Esteve          |
| 1971 | Sabater malfaener i donyet                                | Joaquim Gómez Perelló         | Exposició                              |
| 1972 | Astronauta                                                | Josep Puche i Vicent Martínez | Nord-Doctor Zamenhoff                  |
| 1973 | Xiquets prehistòrics jugant al carretó                    | Joaquim Gómez Perelló         | Exposició                              |
| 1974 | Pretor romà                                               | Joaquín Gómez Luna            | Barraca-Espadà                         |
| 1975 | El descobriment de la música (Home i xiquet prehistòrics) | Joaquín Gómez Luna            | Barraca-Espadà                         |
| 1976 | La festa nacional                                         | Josep Àngel Azpeitia Sanz     | Comte de Salvatierra-Ciril Amorós      |
| 1977 | Festa                                                     | Luis Boix López               | Albacete-Marvà                         |
| 1978 | Timbaler i pillet                                         | Luis Boix López               | Humanista Mariner-M. Simó              |
| 1979 | El Palleter                                               | Joan Canet Bonora             | Doctor Olóriz-Fabián y Fuero           |
| 1980 | Massa pes                                                 | Joan Canet Bonora             | Espartero-Ramón y Cajal                |
| 1981 | Rei En Jaume                                              | Joan Canet Bonora             | Espartero-Ramón y Cajal                |
| 1982 | La caiguda de l'imperi marrà                              | Hermógenes Aroca Gómez        | Antic Regne de València-Mestre Serrano |
| 1983 | Bateig valencià                                           | Joan Canet Bonora             | Espartero-Ramón y Cajal                |
| 1984 | Yoda                                                      | Àngel Gómez Martínez          | Bisbe Amigó-Conca                      |
| 1985 | Sereno                                                    | Joan Canet Bonora             | Espartero-Ramón y Cajal                |
| 1986 | Ceramista                                                 | Joan Canet Bonora             | Espartero-Ramón y Cajal                |
| 1987 | Fallera i sultà                                           | Hermógenes Aroca Gómez        | Almirant Cadarso-Comte d'Altea         |
| 1988 | El despertar                                              | Hermógenes Aroca Gómez        | Almirant Cadarso-Comte d'Altea         |
| 1989 | Valencianes i xiquet                                      | Hermógenes Aroca Gómez        | Almirant Cadarso-Comte d'Altea         |
| 1990 | Romanç d'època                                            | Joan Carles Molés Martínez    | Plaça del Pilar                        |
| 1991 | El para-sol                                               | Joan Canet Bonora             | Plaça de Na Jordana                    |
| 1992 | Espantall                                                 | Joan Carles Molés Martínez    | Plaça del Pilar                        |
| 1993 | Sirena                                                    | Francesc López Albert         | Bisbe Amigó-Conca                      |
| 1994 | La marciana ajuntaglobus                                  | Francesc López Albert         | Bisbe Amigó-Conca                      |
| 1995 | El rei lleó                                               | Joan Canet Bonora             | Bisbe Amigó-Conca                      |
| 1996 | La nadala de Sebastián                                    | Javier Santes Alpuente        | Sapadors-Vicent Lleó                   |
| 1997 | Fallereta a Hollywood                                     | Joan Carles Molés Martínez    | Convent de Jerusalem-Matemàtic Marzal  |
| 1998 | Un món d'il·lusions                                       | Pasqual Calleja Albelda       | Plaça del Mercat Central               |
| 1999 | Safari                                                    | Bernat Estela Parra           | Exposició                              |
| 2000 | ¡Quant de conte!                                          | Javier Santes Alpuente        | Duc de Gaeta-la Pobla de Farnals       |
| 2001 | La presentació                                            | Frederic Ferrer Garcia        | Duc de Gaeta-la Pobla de Farnals       |
| 2002 | La ventafocs en festes                                    | Joan Carles Molés             | Sueca-Literat Azorín                   |
| 2003 | Visita a la Russafa fallera                               | Joan Carles Molés             | Sueca-Literat Azorín                   |
| 2004 | Tendresa a la lluna de València                           | Robert Parra                  | Malva-rosa-Antonio Ponz-Cavite         |
| 2005 | Carnestoltes, moltes voltes                               | Robert i Iván Parra           | Malva-rosa-Antonio Ponz-Cavite         |
| 2006 | Ritme irresistible                                        | Maria Valero Pérez            | Almirall Cadarso-Comte d'Altea         |
| 2007 | Té donyet                                                 | Maria Valero Pérez            | Almirall Cadarso-Comte d'Altea         |
| 2008 | Els xiquets de la replegà                                 | Joan S. Blanch                | Exposició-Misser Mascó-A.Baca          |
| 2009 | Solidaritat                                               | Pedro Rodríguez Marín         | Regne de València-Duc de Calàbria      |
| 2010 | Veus valencianes: Cantaora i versaor                      | Joan S. Blanch                | Exposició-Misser Mascó-A.Baca          |
| 2011 | Un guiny a la pau                                         | Pedro Rodríguez Marín         | Regne de València-Duc de Calàbria      |
| 2012 | Passió                                                    | Joan S. Blanch                | Na Jordana                             |
| 2013 | Fills dels núvols                                         | Pedro Rodríguez Marín         | Regne de València-Duc de Calàbria      |
| 2014 | Un poquet més.. i el bosc es FUMA                         | Joan S. Blanch                | Na Jordana                             |
| 2015 | Festes de carrer                                          | Joan S. Blanch                | Na Jordana                             |
| 2016 | El circ... ohhh                                           | Sergio Gómez                  | Sueca-Literat Azorin                   |
| 2017 | Aigua Parc                                                | Joan S. Blanch                | Duc de Gaeta-Pobla de Farnals          |
| 2018 | L'últim velluter                                          | Sergio Gómez                  | Barri Beteró                           |
| 2019 | La càpsula del temps                                      | Bernat Estela                 | Císcar-Borriana                        |
| 2020 | Ofrena                                                    | Enric Ginestar                | Almirall Cadarso-Comte d'Altea         |
| 2021 | Batalla de flors                                          | Enric Ginestar                | Almirall Cadarso-Comte d'Altea         |
| 2022 | Mare Mòbil                                                | José Gallego Gallego          | Convent de Jerusalem-Matemàtic Marçal  |
| 2023 | Día de Pascua a l'Albufera                                | Enric Ginestar                | Almirall Cadarso-Comte d'Altea         |
| 2024 | Del alzehimer no t'oblides                                | Mario Pérez                   | Duc de Gaeta-Pobla de Farnals          |